# Decantación

Embudo de decantación
1. Fase superior
2. Fase inferior

Ejemplo de método de decantación

La decantación es un método físico utilizado para la separación de mezclas heterogéneas, el cual se usa para separar un sólido de uno o dos líquidos de diferente densidad.
Es un proceso importante en el tratamiento de las aguas residuales.
No debe ser confundida con la separación gravitatoria, que es la separación por gravedad de los sólidos suspendidos en el agua (como la arena y la materia orgánica).
Existen diferentes tipos de decantación:
- Decantación sólido-líquido: Se utiliza cuando un componente sólido se encuentra en suspensión en un líquido.
- Decantación líquido-líquido: se separan líquidos que no pueden mezclarse y tienen densidades diferentes; el líquido más denso se acumula en la parte inferior del sistema. En el laboratorio se usa un embudo de bromo, también conocido como embudo de decantación, o incluso, embudo de separación.[2]

En un sistema formado por agua y aceite, por ejemplo, el agua, por ser más densa, se ubica en la parte inferior del embudo y esta se separa, abriendo una llave de paso de forma controlada.
Es importante controlar la velocidad con la que caen los líquidos, esto con el fin de garantizar la pureza de ambas sustancias.

## Procedimiento
La finalidad del procedimiento es poder separar los componentes de una mezcla. Es necesario dejar reposar la mezcla para que el sólido, o el líquido no miscible más denso, se separe gravitatoria-mente, ubicándose en la parte inferior del recipiente y sea posible su extracción por acción de la gravedad.

## Usos
La decantación se utiliza en procesos industriales y de laboratorio, es decir para fines productivos o de investigación.
En la industria se usan para el tratamiento de aguas residuales, purificación de cerámica,  elaboración del aceite, la separación del pozol, el vino.
Filtración: es aplicable para separar un sólido insoluble de un líquido utilizando una malla porosa. La mezcla se vierte sobre la malla, que estará sobre otro recipiente, quedando atrapada en ella el sólido y en el otro recipiente se depositara el líquido; de ese modo quedan separados los dos componentes.